# Perro Aguayo Jr.
Pedro Aguayo Ramírez, mer känd under sina artistnamn Perro Aguayo Jr. eller El Hijo del Perro Aguayo, född 23 juli 1979 i Tala i Jalisco, död 21 mars 2015 i Tijuana i Baja California, var en mexikansk luchador (fribrottare) och affärsman.

## Karriär
Perro Aguayos far var också fribrottare under namnet Perro Aguayo, och sonen övertog namnet efter att under en kort tid brottats som Cachorro Aguayo. Han debuterade i Lucha Libre AAA Worldwide år 1995 som femtonåring efter att ha tränats av sin far och Gran Cochisse. Perro Aguayo Jr. övergick senare till Consejo Mundial de Lucha Libre (CMLL) där han startade den framgångsrika gruppen Los Perros del Mal. I oktober 2008 lämnade han CMLL tillsammans med Perros del Mal–medlemmarna Damián 666 och Mr. Aguila (Essa Rios) för att starta ett eget oberoende förbund. Förbundet kom att heta Perros del Mal Producciones. Perros del Mal Producciones evenemang sändes på TV via den mexikanska TV-kanalen TVC Deportes men nådde aldrig AAA:s eller CMLL:s tittarsiffror eller popularitet.
2010 återvände Aguayo Jr. till AAA vid deras största årliga evenemang, Triplemania. Där blev ett av de stora affischnamnen, vilket han fortsatte att vara fram till sin död.

## Död
Vid en match mellan honom, Rey Mysterio Jr., Xtreme Tiger och Manik den 20 mars 2015 skadade sig Perro Aguayo Jr. allvarligt under matchens gång. Han ådrog sig tre frakturer på ryggkotorna och en svår pisksnärtsskada som ledde till stroke och senare till hjärtstillestånd. Han fördes till sjukhus men hans liv gick inte att rädda, och han förklarades död 01.00 lokal tid. Arrangörerna av evenemanget, The Crash Lucha Libre, fick ta emot hård kritik efter Perro Aguayos död eftersom många menade att han inte fick vård tillräckligt snabbt. Matchen fick fortgå trots det faktum att Perro Aguayo Jr. låg uppenbart medvetslös vid kanten av ringen. När matchen avslutats bars han ut på en plywoodskiva, då alla bårar var upptagna efter andra brottare som skadat sig under kvällen. Det fanns inte heller någon vårdpersonal på plats i byggnaden. Högsta åklagaren i delstaten Baja California där evenemanget ägde rum inledde en utredning angående ifall något brott hade begåtts av arrangörerna, men utredningen lades sedermera ner. Perro Aguayo Jr.'s död ändrade emellertid reglerna för att få arrangera lucha libre i Mexiko, och numer krävs det att läkare och vårdpersonal finns på plats vid sanktionerade evenemang.
Förbundet Perros del Mal Producciones lades ner efter hans död.